# Praomys daltoni
Praomys daltoni és una espècie de mamífer rosegador de la família dels múrids. Viu a Benín, Burkina Faso, el Camerun, Costa d'Ivori, Gàmbia, Ghana, Guinea, Guinea Bissau, Libèria, Mali, el Níger, Nigèria, la República Centreafricana, el Senegal, Sierra Leone, el Sudan, el Sudan del Sud, Togo i el Txad. El seu hàbitat natural són els boscos oberts de sabana. És una espècie en risc mínim, és a dir, no sembla que hi hagi cap amenaça significativa per a la seva supervivència. L'espècie fou anomenada en honor del col·leccionista J. T. Dalton.